# Armea (La Coruña)
Armea (llamada oficialmente San Vicente de Armea) es una parroquia y una aldea española del municipio de Coirós, en la provincia de La Coruña, Galicia.

## Entidad de población
Entidad de población que forma parte de la parroquia:
- Armea

## Demografía

### Parroquia y aldea
Gráfica demográfica de la aldea de Armea y de la parroquia de San Vicente de Armea, según el INE español:
| Gráfica de evolución demográfica de Armea entre 2000 y 2019 |
|                                                             |
| Datos según el nomenclátor publicado por el INE.            |